# Liphur-ilu
Liphur-ilu (akad. Lipḫur-ilu, tłum. „Niechaj bóg razem zgromadzi”) – wysoki dostojnik, gubernator prowincji Habruri za rządów asyryjskiego króla Tiglat-Pilesera III (744-727 p.n.e.); z asyryjskich list i kronik eponimów wiadomo, iż w 729 r. p.n.e. sprawował urząd limmu (eponima).